# Hans Axel Valdemar Ib Hertel
Hans Axel Valdemar Ib Hertel, född den 28 juni 1859 i Vendsyssel, död 1927, var en dansk lanthushållare.
Hertel blev candidatus politices 1882, var 1882-1900 anställd vid "Ugeskrift for landmaend", från 1901 sekreterare och från 1919 kontorschef i Det k. danske landhusholdningsselskab. Han författade ett stort antal skrifter i lanthushållning (Andelsbevaegelsen i Danmark 1917, Det kgl. danske landhusholdningsselskabs historie 1919-20 m. m.) och var redaktör av "Tidsskrift for Landøkonomi".